# 卡特琳娜霍尔姆市镇
卡特琳娜霍尔姆市镇（瑞典語：Katrineholms kommun）是瑞典东南部南曼兰省的一个市镇。其治所位于卡特琳娜霍尔姆。